# Rua Barão de Tatuí
A Rua Barão de Tatuí é uma via da cidade de São Paulo localizada na Vila Buarque, distrito de Santa Cecília, região central da cidade. A rua é conhecida por seus comércios descolados, como o restaurante Sotero, editora Lote 42, Banca Tatuí e Sala Tatuí.
A rotatividade de negócios é constante: ao menos treze novos negócios foram abertos neste endereço de 2022 até 2024. O ateliê dos renomados designers Irmãos Campana já foi localizado na rua.
É uma das ruas símbolos dos chamados santa ceciliers, os moradores descolados da região central de São Paulo.
A identificação cultural da rua é antiga. Em 1954, a rua chegou a abrigar um cinema de rua, o Cine Itamarati, especializado em filmes franceses.
A via liga a Rua das Palmeiras até a Rua Jaguaribe. 
O nome da rua é uma referência a Francisco Xavier Paes de Barros, o Barão de Tatuhy, político que nasceu em Sorocaba.